# روضة الشهداء (كتاب)
روضة الشهداء (بالفارسية: روضة الشهدا) هو كتاب فارسي من تأليف حسين الكاشفي، مرتب على عشرة أبواب وخاتمة فيها «ذكر أولاد السبطين وجملة من السادات». وهو أول مقتل فارسي شاعت قرائته بين الفرس، فصار يُقال لمن يقرأ هذا الكتاب على المنابر روضه خوان أي قارئ الروضة، ثم صار هذا اللقب مرادفاً فارسياً لكلمة الخطيب الحسيني الشائعة في أوساط العرب.

## ترجماته ومختصراته
- ترجم محمد بن سليمان فضولي البغدادي إلى التركيَّة (الأذربيجانيَّة) بعنوان حديقة السعداء (Hadîkat üs-Süedâ)، وقد نقل الطهراني أنَّه قال فيه «اقتديت بروضة الشهداء في الأصل وأُلحقت به الفوائد من الكتب فكان كتاباً مستقلاً».[4]

- تُرجم إلى الأُردويَّة تحت عنوان كربل كتها والألبانيَّة كما ذكره الكرباسي في دائرة المعارف الحسينية.[5]

- للروضة مختصر بعنوان خلاصة الروضة وقد ذُكر أنَّ الخلاصة لصفي الدين علي الكاشفي ابن المؤلِّف، واحتُمل أن تكون لعلي بن الحسن الزواري، وقد صرَّح آغا بزرگ الطهراني أنَّه رأى نسخة من الخلاصة يصرِّح فيها المؤلف (المُلخِّص) باسمه علي بن الحسن الزواري.[6]

## الآراء والانتقادات
- تعرَّض حسين النوري الطبرسي في كتابه اللؤلؤ والمرجان لنقد كتاب روضة الشهداء والطعن فيه، ويقول محمد جمعة بادي أنَّه «أول من طعن في كتاب روضة الشهداء وكاتبه الكاشفي».[7]
- تابع مرتضى المطهري سابقه النوري الطبرسي في الطعن على كتاب روضة الشهداء، فقد طعن في كتابه في عدَّة مواضع من كتابه الملحمة الحسينية، فقال في أحدها: «إنَّ مجالس الروضة المعروفة لدينا في إيران تعني قراءة كتاب روضة الشهداء للملا حسين الكاشفي أي قراءة الأكاذيب والوضع والتحريف، ومنذ أن وقع الكتاب بأيدي الناس لم يعد أحد يراجع أو يطالع حقيقة الطف».[8]

- ناقش محمد جمعة بادي آراء الطاعنين في روضة الشهداء كالنوري الطبرسي والمطهَّري في كتابه المصيبة الراتبة فذكر بعض الأقوال في الطعن على المؤلِّف والمؤلَّف ومن نسبه إلى التسنُّن، ثم علَّق: «فلو قبلنا جدلاً تسنُّن الكاشفي  فما الذي يُسقط كتابه عن الإعتبار أو يؤكِّد كذبه وتلفيقه؟ ولماذا لا يعتبر ضمن مصادر المقتل؟ حاله حال المصادر السنيَّة التي تروي الحادثة وتؤكِّد ظلامة أهل البيت عليهم السلام».[9]